# 5月15日 (旧暦)
旧暦5月15日は、旧暦5月の15日目である。六曜は先勝である。

## できごと
- 元弘3年/正慶2年（ユリウス暦1333年6月27日） - 分倍河原の戦い（～5月16日）
- 天保12年（グレゴリオ暦1841年7月3日） - 天保の改革: 将軍・徳川家慶が、享保・寛政の改革にならった幕政改革を上意し、老中・水野忠邦が綱紀粛正と奢侈禁止を命じる。
- 文久元年（グレゴリオ暦1861年6月22日） - イギリス人H・W・ハンサードが長崎で日本初の英字新聞「The Nagasaki Shippinglist and Advertiser」を発刊。
- 明治元年（グレゴリオ暦1868年7月4日） - 戊辰戦争: 上野戦争。上野・寛永寺に立て籠った彰義隊が官軍の総攻撃により敗走。新政府が江戸を掌握。

## 誕生日
- 建長3年（ユリウス暦1251年6月5日） - 北条時宗[1]、鎌倉幕府8代執権（+ 1284年）
- 天保10年（グレゴリオ暦1839年6月25日） - 島津源蔵 (初代)、実業家、島津製作所の創業者（+ 1894年）
- 嘉永3年（グレゴリオ暦1850年6月24日） - 馬場辰猪、自由民権運動の思想家（+ 1888年）

## 忌日
- 元和元年（グレゴリオ暦1615年6月11日） - 長宗我部盛親、武将（* 1575年）
- 天保13年（グレゴリオ暦1842年6月23日） - 鈴木牧之、商人・随筆家（* 1770年）